# R. Vozáry Aladár
R. Vozáry Aladár, Vozáry Aladár, R., Vozáry J. Aladár, Rövid-Vozáry J. Aladár (Munkács, 1895. július 4. – Budapest, 1959. november 30.) kormányfőtanácsos, tanügyi tanácsos, újságíró, lapszerkesztő, országgyűlési képviselő.

## Élete
1895-ben született Munkácson, református vallásban. Középiskolai tanulmányait szülővárosában végezte, majd a budapesti tudományegyetem bölcsészeti karának lett a hallgatója és ott szerzett abszolutóriumot. Bölcsészhallgató korában tagja volt a budapesti Báró Eötvös Kollégiumnak.
1915-ben katonai szolgálatra vonult be és az első világháborúban két évet töltött szerb, olasz és orosz hadszíntereken. Katonai érdemeiért megkapta a III. osztályú érdemrendet a kardokkal, a kis ezüst és a bronz vitézségi érmet és a Károly-csapatkeresztet. Szolgálati ideje végén mint tartalékos hadnagy szerelt le.
A háború után Korompán, majd Bártfán mint karhatalmi különítményparancsnok tevékenykedett és 1919 januárban Munkácson megszervezte a betört ukrán csapatok kiűzését. Miután azonban szülőföldje a csehszlovák államfordulattal cseh ellenőrzés alá került, az új hatalom képviselői 1919 szeptemberében elbocsátották helyettes tanári állásából, így csak újságíróként tudott elhelyezkedni.
Már 1920-tól kezdve a Magyar Párt ügyvezetője volt a munkácsi körzetben, és tagja a kerületi mellett az országos pártvezetőségnek is. Mint kitűnő szervező és tehetséges szónok, a csehszlovák uralom idején a felvidéki magyarságnak egyik legtöbbet szereplő vezetője volt. Az 1930-as csehszlovák népszámlálás idején Munkácson a cenzus magyar munkáját irányította.
Hazafias magatartásáért állandó hatósági zaklatásban volt része, összesen öt ízben helyezték vizsgálati fogságba. 1934-ben Ungváron a csehszlovák rendtörvény alapján nyolc hónapi szabadságvesztésre ítélték. 1938. szeptember 24. és november 3. között mindössze nyolc napot volt szabadlábon, mert állandóan fogságban tartották.
1938 október végén Munkácson megszervezte annak az ukrán betörési kísérletnek leverését, amelyet a csehek támogatásával kezdeményeztek. Ugyanekkor vezetője lett az újonnan alakult munkácsi Magyar Nemzetőrségnek is. A város felszabadulásától kezdve hat héten át annak miniszteri biztosa volt. 1939 Vízkeresztkor, az ukrán betöréskor is ő szervezte meg – rohamszerű gyorsasággal – az ellenállást és e téren igen jelentős érdemeket szerzett.
Miután az első bécsi döntéssel Felvidék és Kárpátalja magyar többségű területei jogilag visszakerültek Magyarországhoz, 1938 novemberében meghívást kapott a budapesti képviselőházba. 1939 júniusában tanügyi tanácsosnak nevezték ki, de mivel ugyanakkor másodszor is meghívták a képviselőházba, összeférhetetlenség címén azonnal végelbánás alá vonását kérte.
Széles körű társadalmi és irodalmi működést fejtett ki. Tagja volt a Magyar Revíziós Liga elnöki tanácsának, alelnöke a Magyar Nemzeti Szövetségnek, és mint kiváló újságíró, egyik fő hangadója és irányítója volt a kárpátaljai magyarság autonómia-törekvéseinek. Cikkei, melyek főként Az őslakó című lapban jelentek meg, sokszor országos feltűnést is keltettek. 1931-ben Budapesten adta ki Elszállt a Turul… című könyvét, mely Csehszlovákiában tiltólistára került. Politikai és gazdasági tanulmányúton többször járt Olaszországban és Lengyelországban.
A nyilas hatalomátvétel után kivonult a politikai életből. A deportálások idején zsidó származású feleségét meg tudta menteni, de a rokonságot elhurcolták. „A zsidókérdés erre mifelénk […], a zsidóság maradéktalan elvitele következtében, legalább is első felében, ismételjük, megoldódott. Zsidónk már nincs, de vannak üres helyek, százával, ezrével, s ezek mielőbbi, minél céltudatosabb, jövőbe nézőbb betöltése olyan feladat, amelynek helyes, vagy helytelen megoldásától nemzetiségileg érintett országrészeink, városaink sorsa, élete függ” – írta Az Őslakóban R. Vozáry Aladár képviselőházi tag 1944 júliusában. 1944 őszén az oroszok elől Budapestre menekült. 1946-ban a hírhedt Andrássy út 60.-ban rendőrségi kihallgatáson esett át. Az 1950-es években már tartósan beteg volt, halotti jelentését előre megfogalmazva halt meg.